# Lijst van voetbalinterlands Belize - Grenada
Deze lijst van voetbalinterlands is een overzicht van alle officiële voetbalwedstrijden tussen de nationale teams van Belize en Grenada. De landen speelden tot op heden vier keer tegen elkaar. De eerst ontmoeting, een kwalificatiewedstrijd voor het Wereldkampioenschap voetbal 2014, was op 2 september 2011 in Saint George's. Het laatste duel, een groepswedstrijd tijdens de CONCACAF Nations League 2019/20, vond plaats in de Grenadiaanse hoofdstad op 17 november 2019.

## Wedstrijden
| № | Plaats         | Datum            | Competitie                      | Wedstrijd        | Uitslag |
| - | -------------- | ---------------- | ------------------------------- | ---------------- | ------- |
| 1 | Saint George's | 2 september 2011 | WK 2014 kwalificatie            | Grenada − Belize | 0 − 3   |
| 2 | Belmopan       | 7 oktober 2011   | WK 2014 kwalificatie            | Belize − Grenada | 1 − 4   |
| 3 | Belmopan       | 8 september 2019 | CONCACAF Nations League 2019/20 | Belize − Grenada | 1 − 2   |
| 4 | Saint George's | 17 november 2019 | CONCACAF Nations League 2019/20 | Grenada − Belize | 3 − 2   |

## Samenvatting
| Competitie              | Totaal gespeeld | Winst Belize | Gelijk | Winst Grenada | Doelsaldo Belize – Grenada |
| ----------------------- | --------------- | ------------ | ------ | ------------- | -------------------------- |
| WK-kwalificatie         | 2               | 1            | 0      | 1             | 4 − 4                      |
| CONCACAF Nations League | 2               | 0            | 0      | 2             | 3 − 5                      |
| Totaal                  | 4               | 1            | 0      | 3             | 7 − 9                      |

Wedstrijden bepaald door strafschoppen worden, in lijn met de FIFA, als een gelijkspel gerekend.
FFB · A-internationals · Bondscoaches · Statistieken · Belizaans vrouwenelftal
1990 – 1999 ·
2000 – 2009 ·
2010 – 2019 ·
2020 − 2029
1995 · 
1996 · 
1997 · 
1998 · 
1999 · 
2000 · 
2001 · 
2002 · 
2003 · 
2004 · 
2005 · 
2006 · 
2007 · 
2008 · 
2009 · 
2010 · 
2011 · 
2012 · 
2013 · 
2014 ·
2015 ·
2016 ·
2017 ·
2018 ·
2019 ·
2020 ·
2021 ·
2022 ·
2023 ·
2024
Anguilla ·
Bahama's ·
Barbados ·
Bermuda ·
Canada ·
Costa Rica ·
Cuba ·
Dominicaanse Republiek ·
El Salvador ·
Grenada ·
Guatemala ·
Guyana ·
Haïti ·
Honduras ·
Kaaimaneilanden ·
Mexico ·
Montserrat ·
Nicaragua ·
Panama ·
Puerto Rico ·
Saint Kitts en Nevis ·
Saint Vincent en de Grenadines ·
Trinidad en Tobago ·
Turks- en Caicoseilanden ·
Verenigde Staten
GFA · A-internationals · Bondscoaches · Statistieken · Grenediaans vrouwenelftal · Olympisch elftal
1978 – 1989 · 
1990 – 1999 · 
2000 – 2009 · 
2010 – 2019 ·
2020 − 2029
CGC 2009 · 
CGC 2011 ·
CGC 2021
Amerikaanse Maagdeneilanden ·
Andorra ·
Anguilla ·
Antigua en Barbuda ·
Aruba ·
Barbados ·
Belize ·
Bermuda ·
Britse Maagdeneilanden ·
Costa Rica ·
Cuba ·
Curaçao ·
Dominica ·
El Salvador ·
Gibraltar ·
Guatemala ·
Guyana ·
Haïti ·
Honduras ·
Jamaica ·
Kaaimaneilanden ·
Montserrat ·
Nederlandse Antillen ·
Noorwegen ·
Panama ·
Puerto Rico ·
Qatar ·
Rusland ·
Saint Kitts en Nevis ·
Saint Lucia ·
Saint Vincent en de Grenadines ·
Suriname ·
Taiwan ·
Trinidad en Tobago ·
Verenigde Staten